# Novais (kommun)
Novais är en kommun i Brasilien.   Den ligger i delstaten São Paulo, i den sydöstra delen av landet, 600 km söder om huvudstaden Brasília. Antalet invånare är 4 595.
Följande samhällen finns i Novais:
- Novais

Trakten runt Novais består till största delen av jordbruksmark. Runt Novais är det tätbefolkat, med 276 invånare per kvadratkilometer.